# Kings Valley
Kings Valley az Amerikai Egyesült Államok északnyugati részén, Oregon állam Benton megyéjében, a Luckiamute-folyó és a 223-as út mentén elhelyezkedő statisztikai- és önkormányzat nélküli település. A 2010. évi népszámláláskor 65 lakosa volt. Területe 1,79 km², melynek 100%-a szárazföld.
A településen található a Kings Valley Charter School (előkészítő iskola). A korábban Philomath-ben megrendezett Shrewsbury Reneszánsz Vásárt ma itt rendezik.
A közeli Hoskins területén helyezkedik el a Fort Hoskins Historic Park, melynek területén egykor a Hoskins-erőd állt.

## Történet
A település nevét az első lakóról, az 1846-ban ideérkező Nahum Kingről kapta. 1853-ban malom épült itt. A helyi postahivatal 1855-től 1974-ig üzemelt. Korábban Kings Valley-n futott keresztül a Valley and Siletz Railroad.

## Népesség
A 2010-es népszámláláskor  65 lakója, 23 háztartása és 18 családja volt. A népsűrűség 36,3 fő/km2. A lakóegységek száma 25, sűrűségük 14 db/km2. A lakosok 87,7%-a fehér,  1,5%-a indián,    10,8%-a pedig kettő vagy több etnikumú. A spanyol vagy latino származásúak aránya 6,2% (1,5% mexikói,  1,5% kubai, 3,1% egyéb spanyol vagy latino származású.)
A háztartások 26,1%-ában élt 18 évnél fiatalabb. 65,2% házas, 13% egyedülálló nő,  21,7% pedig nem család. 17,4% egyedül élt; 8,7%-uk 65 éves vagy idősebb. Egy háztartásban átlagosan 2,83 személy élt; a családok átlagmérete 2,94 fő.
A medián életkor 43,5 év volt. Lakóinak 26,2%-a 18 évesnél fiatalabb, 3,1% 18 és 24 év közötti, 18,4%-uk 25 és 44 év közötti, 35,5%-uk 45 és 64 év közötti, 13,8%-uk pedig 65 éves vagy idősebb. A lakosok 52,3%-a férfi, 47,7%-a pedig nő.

## Fordítás
Ez a szócikk részben vagy egészben  a   Kings Valley, Oregon című angol Wikipédia-szócikk ezen változatának fordításán alapul.  Az eredeti cikk szerkesztőit annak laptörténete sorolja fel. Ez a jelzés csupán a megfogalmazás eredetét és a szerzői jogokat jelzi, nem szolgál a cikkben szereplő információk forrásmegjelöléseként.